# Servizio I del comando supremo
Il Servizio I fu un Ufficio di intelligence (spionaggio) militare del Regio Esercito.

## Storia
Il 16 ottobre 1916 l'Ufficio informazioni (Ufficio "I"), dipendente dal Reparto operazioni del Comando supremo militare italiano fu completamente riorganizzato, basandosi sul concetto di dividere il complesso delle sue funzioni in due branche e fu scisso nel Servizio informazioni (Servizio "I") e nell'Ufficio informazioni truppe operanti (Ufficio I.T.O.).
Le funzioni dell'Ufficio "I" erano quelle relative alla gestione delle informazioni nelle retrovie e dall'estero. Nel 1920, con la soppressione del Comando supremo, passò alle dipendenze dello Stato maggiore generale.
Nel 1925 fu sostituito dal primo servizio segreto militare italiano, il Servizio Informazioni Militare.

## Organizzazione
- Comando supremo militare italiano
  - Reparto operazioni
    - Servizio informazioni (Servizio "I") (Roma)
      - Sezione "U" (Udine), competente sul collegamento con il Comando supremo militare italiano e polizia militare e controspionaggio in zona di guerra e nelle immediate retrovie
      - Sezione "R" (Roma), competente sulle informazioni di carattere economico, sulla censura, sull'attività di polizia militare e controspionaggio
        - Reparto economico, competente sulle informazioni di carattere economico, già del Centro d'informazione all'estero di Parigi

      - Sezione "M" (Milano), competente sull'accentramento e smistamento di informazioni, che doveva inoltrare alla Sezione "U", se di carattere militare ed alla Sezione "R", se di carattere economico
      - Ufficio territoriale speciale "M" (Milano), competente sulle informazioni provenienti dalla Svizzera
      - Ufficio territoriale speciale "R" (Roma), presso il comando del Corpo di stato maggiore territoriale, competente sull'Archivio centrale del servizio "I"
      - Centri d'informazione all'estero

### Sedi e centri
| Tipologia | Indirizzo | Comune       | Provincia | Regione               | Posizionamento | Note | Stato                                   |
| --- | --------- | ------------ | --------- | --------------------- | -------------- | ---- | --------------------------------------- |
| * Servizio "I" - Servizio informazioni * Sezione "R" * Reparto economico * Ufficio territoriale speciale "R" |           | Roma         | RM        | Lazio                 |                |      | In attività dal 16 ottobre 1916 al 1925 |
| * Sezione "M" * Ufficio territoriale speciale "M"                                                            |           | Milano       | MI        | Lombardia             |                |      | In attività dal 16 ottobre 1916 al 1925 |
| * Sezione "U"                                                                                                |           | Udine        | UD        | Friuli-Venezia Giulia |                |      | In attività dal 16 ottobre 1916 al 1925 |
| * Centro d'informazione all'estero                                                                           |           | Cairo        |           | Egitto                |                |      | In attività dal 16 ottobre 1916 al 1925 |
| * Centro d'informazione all'estero                                                                           |           | Salonicco    |           | Grecia                |                |      | In attività dal 16 ottobre 1916 al 1925 |
| * Centro d'informazione all'estero                                                                           |           | Atene        |           | Grecia                |                |      | In attività dal 16 ottobre 1916 al 1925 |
| * Centro d'informazione all'estero                                                                           |           | Corfù        |           | Grecia                |                |      | In attività dal 16 ottobre 1916 al 1925 |
| * Centro d'informazione all'estero                                                                           |           | Valona       |           | Albania               |                |      | In attività dal 16 ottobre 1916 al 1925 |
| * Centro d'informazione all'estero                                                                           |           | Lugano       |           | Svizzera              |                |      | In attività dal 16 ottobre 1916 al 1925 |
| * Centro d'informazione all'estero                                                                           |           | Berna        |           | Svizzera              |                |      | In attività dal 16 ottobre 1916 al 1925 |
| * Centro d'informazione all'estero                                                                           |           | Parigi       |           | Francia               |                |      | In attività dal 16 ottobre 1916 al 1925 |
| * Centro d'informazione all'estero                                                                           |           | Londra       |           | Gran Bretagna         |                |      | In attività dal 16 ottobre 1916 al 1925 |
| * Centro d'informazione all'estero                                                                           |           | L'Aia        |           | Paesi Bassi           |                |      | In attività dal 16 ottobre 1916 al 1925 |
| * Centro d'informazione all'estero                                                                           |           | Copenaghen   |           | Danimarca             |                |      | In attività dal 16 ottobre 1916 al 1925 |
| * Centro d'informazione all'estero                                                                           |           | Stoccolma    |           | Svezia                |                |      | In attività dal 16 ottobre 1916 al 1925 |
| * Centro d'informazione all'estero                                                                           |           | Cristiania   |           | Norvegia              |                |      | In attività dal 16 ottobre 1916 al 1925 |
| * Centro d'informazione all'estero                                                                           |           | Pietrogrado  |           | Russia                |                |      | In attività dal 16 ottobre 1916 al 1925 |
| * Centro d'informazione all'estero                                                                           |           | Bucarest     |           | Romania               |                |      | In attività dal 16 ottobre 1916 al 1925 |
| * Centro d'informazione all'estero                                                                           |           | Buenos Aires |           | Argentina             |                |      | In attività dal 16 ottobre 1916 al 1925 |

## Comandanti
- Colonnello Giovanni Garruccio (16 ottobre 1916 - 1918)
- Colonnello Camillo Caleffi (1919 - 1921)
- Colonnello Attilio Vigevano (1921 - 1925)